# Henry Grey, III conte Grey
Henry Grey, III conte Grey (28 dicembre 1802 – 9 ottobre 1894), è stato un politico inglese.

## Biografia
Era il figlio maggiore del primo ministro Charles Grey, II conte Grey, e di sua moglie, lady Mary Ponsonby, figlia di William Ponsonby, I barone Ponsonby.

## Carriera politica
Entrò parlamento nel 1826, con il titolo di visconte Howick per il collegio di Winchelsea (1826-1830), poi per il collegio di Northumberland (1830-1831), North Northumberland (1832-1841) e Sunderland (1841-1845). In occasione dell'ascesa al potere dei Whigs nel 1830, quando suo padre divenne primo ministro, venne nominato sottosegretario di Stato per la guerra e le colonie. Egli apparteneva all'epoca alla parte più progressista dei riformatori coloniali, condividendo il punto di vista di Edward Gibbon Wakefield su questioni di terra e di emigrazione, e si dimise nel 1834. Nel 1835 entrò nel gabinetto di lord Melbourne come Segretario della guerra, ed effettuò alcune importanti riforme amministrative. Dopo la ricostruzione parziale del ministero nel 1839 si dimise di nuovo, disapprovando il punto di vista più progressista di alcuni suoi colleghi.
Divenne segretario coloniale nel 1846, trovandosi di fronte a problemi difficili, che per lo più risolse con successo. Fu il primo ministro che proclamò che le colonie dovessero essere organizzate per il proprio beneficio, a introdurre il libero scambio nei loro rapporti con la Gran Bretagna e l'Irlanda. La parte meno riuscita della sua amministrazione fu la gestione della questione di Capo di Buona Speranza.

## Matrimonio
Sposò, il 9 agosto 1832, Mary Copley, figlia del capitano Joseph Copley, III Baronetto, e di lady Cecil Hamilton. Non ebbero figli.

## Morte
Morì il 9 ottobre 1894, a 91 anni.

## Ascendenza
|                                     |               |                                             | Genitori                                  |  |  | Nonni |  |  | Bisnonni                |  |  | Trisnonni |  |
|                                     |               |                                             |                                           |  |  |       |  |  | Henry Grey, I baronetto |  |  | John Grey |  |
|                                     |               |                                             |                                           |  |  |       |  |  | Henry Grey, I baronetto |  |  | John Grey |  |
|                                     |               | Margaret Pearson                            |                                           |  |  |       |  |  | Henry Grey, I baronetto |  |  |           |  |
| Charles Grey, I conte Grey          |               |                                             |                                           |  |  |       |  |  | Henry Grey, I baronetto |  |  |           |  |
|                                     |               | Hannah Wood                                 | Thomas Wood                               |  |  |       |  |  |                         |  |  |           |  |
|                                     |               | Hannah Wood                                 | Thomas Wood                               |  |  |       |  |  |                         |  |  |           |  |
|                                     |               | Hannah Wood                                 | Jane Cooke                                |  |  |       |  |  |                         |  |  |           |  |
| Charles Grey, II conte Grey         |               | Hannah Wood                                 |                                           |  |  |       |  |  |                         |  |  |           |  |
|                                     |               | George Grey                                 | George Grey                               |  |  |       |  |  |                         |  |  |           |  |
|                                     |               | George Grey                                 | George Grey                               |  |  |       |  |  |                         |  |  |           |  |
|                                     |               | George Grey                                 | Alice Clavering                           |  |  |       |  |  |                         |  |  |           |  |
| Elizabeth Grey                      |               | George Grey                                 |                                           |  |  |       |  |  |                         |  |  |           |  |
|                                     |               | Elizabeth Ogle                              | Nathaniel Ogle                            |  |  |       |  |  |                         |  |  |           |  |
|                                     |               | Elizabeth Ogle                              | Nathaniel Ogle                            |  |  |       |  |  |                         |  |  |           |  |
|                                     |               | Elizabeth Ogle                              | Elizabeth Newton                          |  |  |       |  |  |                         |  |  |           |  |
| Henry Grey, III conte Grey          |               | Elizabeth Ogle                              |                                           |  |  |       |  |  |                         |  |  |           |  |
|                                     | John Ponsonby | Brabazon Ponsonby, I conte di Bessborough   |                                           |  |  |       |  |  |                         |  |  |           |  |
|                                     | John Ponsonby | Brabazon Ponsonby, I conte di Bessborough   |                                           |  |  |       |  |  |                         |  |  |           |  |
|                                     | John Ponsonby | Sarah Margetson                             |                                           |  |  |       |  |  |                         |  |  |           |  |
| William Ponsonby, I barone Ponsonby | John Ponsonby |                                             |                                           |  |  |       |  |  |                         |  |  |           |  |
|                                     |               | Elizabeth Cavendish                         | William Cavendish, III duca di Devonshire |  |  |       |  |  |                         |  |  |           |  |
|                                     |               | Elizabeth Cavendish                         | William Cavendish, III duca di Devonshire |  |  |       |  |  |                         |  |  |           |  |
|                                     |               | Elizabeth Cavendish                         | Catherine Hoskins                         |  |  |       |  |  |                         |  |  |           |  |
| Mary Elizabeth Ponsonby             |               | Elizabeth Cavendish                         |                                           |  |  |       |  |  |                         |  |  |           |  |
|                                     |               | Richard Molesworth, III visconte Molesworth | Robert Molesworth, I visconte Molesworth  |  |  |       |  |  |                         |  |  |           |  |
|                                     |               | Richard Molesworth, III visconte Molesworth | Robert Molesworth, I visconte Molesworth  |  |  |       |  |  |                         |  |  |           |  |
|                                     |               | Richard Molesworth, III visconte Molesworth | Laetitia Coote                            |  |  |       |  |  |                         |  |  |           |  |
| Louisa Molesworth                   |               | Richard Molesworth, III visconte Molesworth |                                           |  |  |       |  |  |                         |  |  |           |  |
|                                     |               | Mary Jenney Ussher                          | William Ussher                            |  |  |       |  |  |                         |  |  |           |  |
|                                     |               | Mary Jenney Ussher                          | William Ussher                            |  |  |       |  |  |                         |  |  |           |  |
|                                     |               | Mary Jenney Ussher                          | Mary Jenney                               |  |  |       |  |  |                         |  |  |           |  |
|                                     |               | Mary Jenney Ussher                          |                                           |  |  |       |  |  |                         |  |  |           |  |